# Радич, Лепа

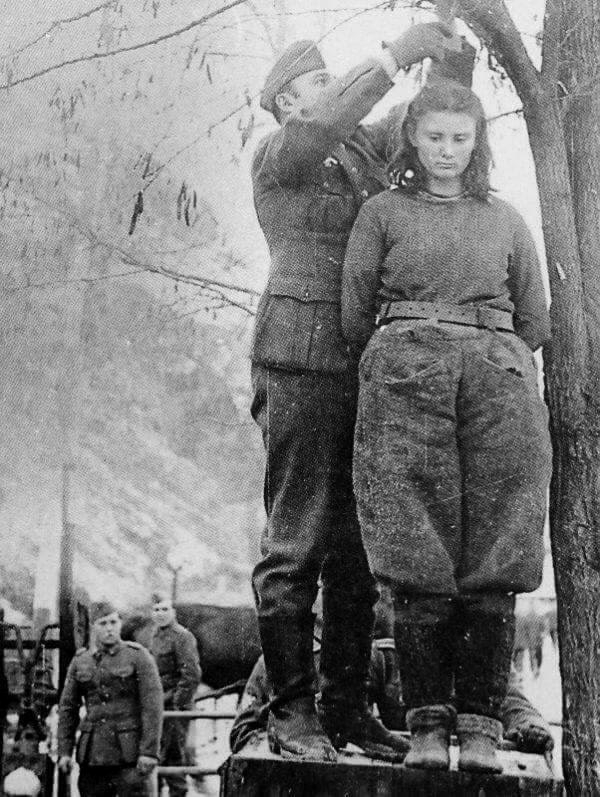
Казнь Лепы Радич, Босанска-Крупа, 11 февраля 1943 года

Лепа Светозара Радич (серб. Лепа Светозара Радић, 19 декабря 1925 — 8 или 11 февраля 1943) — югославская партизанка, участница Народно-освободительной борьбы в Югославии. Казнена за вооруженное сопротивление немецким войскам. Самая юная из числа лиц, которым было присвоено звание Героя.

## Биография
Лепа Радич родилась в деревне Гашница под Градишкой (современная территория Республики Сербской в составе Боснии и Герцеговины). В Градишке она окончила школу. 
В результате оккупации Югославии войсками гитлеровской «оси» в апреле 1941 года на части территории страны было образовано профашистское Независимое государство Хорватия, в состав которого вошли и окрестности Градишки. В начале декабря 1941 года, после неудачной антипартизанской операции усташско-домобранских войск на Козаре, Лепа Радич была схвачена усташами вместе с матерью, бабушкой и другими близкими людьми и провела двадцать дней в заточении в городе Градишке. 23 декабря 1941 года её отпустили домой, после чего она вместе с семнадцатилетней сестрой Дарой вступила в Грабовацкую роту 2-го Краинского партизанского отряда. С учётом возраста их перевели для работы в госпитале, где Лепа стала самой юной санитаркой. В марте — апреле 1942 года Радич окончила краткосрочные партийные курсы и была принята в члены Компартии Югославии. Её политработу прервало немецко-усташское наступление на партизан Козары в июне 1942 года. В ходе прорыва из окружения на Козаре одного из батальонов Козарского отряда, в начале июля 1942 года Лепа Радич вместе с беженцами перешла в район Подгрмеча. На Козаре осталась вся её семья. Отец Лепы — Светозар — погиб в боях, а младший брат Милан был отправлен в концлагерь Ясеновац, где был убит в 1945 году. 
На Подгрмече Лепа Радич сразу включилась в работу с молодёжью, участвовала в сборе урожая, чтобы не допустить его захвата противником. Затем была отправлена на партийную работу в сёлах Горни- и Дони-Петровичи и Средни-Дубовик (около Босанска-Крупы). Когда в конце января 1943 года началась антипартизанская операция «Вайс-1», Лепа Радич стала членом штаба общины Средни-Дубовик по организации эвакуации в район горы Грмеч населения, раненых, продовольствия и скота. Ей было поручено сопровождать группу беженцев количеством около 150 человек, в основном стариков, женщин и детей. Вечером 8 февраля 1943 года беженцев во главе с Лепой Радич окружили и захватили солдаты 369-й пехотной дивизии. Радич единственная имела оружие и оказала вооружённое сопротивление, призывая людей обороняться голыми руками. Лепа Радич расстреляла все патроны, была схвачена, избита и вместе с беженцами доставлена в город Босанска-Крупа. После трёх дней пыток её приговорили к повешению.
Перед акацией, превращённой в виселицу, Лепе Радич объявили, что сохранят жизнь, если она укажет на партизан в составе захваченных беженцев. 
На это Лепа Радич ответила:

Я не предатель своего народа. Они сами раскроются, когда будут уничтожены злодеи вроде вас!
Оригинальный текст (серб.)Ја нисам издајник свога народа. Они ће се сами открити кад буду уништавали зликовце као што сте ви!

С петлёй на шее она выкрикнула:

Да здравствует Коммунистическая партия и партизаны! Боритесь, люди, за свою свободу, не сдавайтесь злодеям! Пусть меня убьют, но есть те, кто за меня отомстят!
Оригинальный текст (серб.)Живјела Комунистичка партија и партизани! Бори се, народе, за своју слободу, не дај се зликовцима у руке! Мене нека убију, имаће ко да ме освети!

Лепа Радич была казнена в возрасте 17 лет.
Указом президента Югославии Иосипа Броз Тито от 20 декабря 1951 года Лепе Радич было присвоено звание Народного героя Югославии.